# PXR5
PXR5 es el noveno álbum de Hawkwind, lanzado por Charisma en 1979.
El álbum consiste en grabaciones realizadas durante 1977 y 1978 (previas a "25 Years On"), en estudio y en directo, aunque las tomas en vivo fueron modificadas y remezcladas.
Los temas "Infinity" y "Life Form" fueron concebidos, en principio, como parte de un disco en solitario de Dave Brock.
"PXR5" llegó al puesto Nº 59 de los charts británicos.

## Lista de canciones
Lao A
1. "Death Trap" (Robert Calvert, Dave Brock) – 3:51
2. "Jack of Shadows" (Calvert, Simon House, Adrian "Ade" Shaw) – 3:28
3. "Uncle Sam's on Mars" (Calvert, Brock, House, Simon King) – 5:44
4. "Infinity" (Calvert, Brock) – 4:17
5. "Life Form" (Brock) – 1:44

Lado B
1. "Robot" (Calvert, Brock) – 8:14
2. "High Rise" (Calvert, House) – 4:36
3. "PXR5" (Brock) – 5:39

## Personal
- Dave Brock: guitarras, teclados, voz
- Robert Calvert: voz
- Simon King: batería
- Adrian Shaw: bajo, guitarras
- Simon House: violín, teclados